# Galé
Gonzalo Díez Galé (Avilés, Asturias; 28 de noviembre de 1908; Tremp, Lérida; 29 de julio de 1938), popularmente conocido como Galé, fue un futbolista español de la década de los años 20 y 30 del siglo XX que jugó en el Real Madrid y en el Real Oviedo y además jugó con la selección española, con la que debutó en el año 1933. 

## Trayectoria
Comenzó su trayectoria deportiva en el club de su ciudad natal, el Real Stadium Avilesino en la temporada 1927-28, que por aquella época militaba en la Primera regional asturiana. Permanecería con los avilesinos durante otras dos temporadas más, hasta que en la temporada 1929-30 ficha por el Real Madrid, jugando dos temporadas con los merengues. Debuta en Primera División en la cuarta jornada, el día 22 de diciembre de 1929 en San Sebastián perdiendo contra la Real Sociedad por 4 goles a 0. Su primer gol en la máxima categoría sería en la jornada siguiente en Madrid, frente al RCD Espanyol consiguiendo inaugurar el marcador, aunque finalmente el equipo perdió 2-4. En sus dos temporadas con los blancos, Galé jugó 14 partidos (12 la primera temporada y dos en la segunda), consiguiendo un total de seis goles (todos ellos en la primera temporada).
En la temporada 1931-32 regresa temporalmente al Stadium avilesino, que jugaba en la Tercera División, aunque esa misma temporada, el 18 de noviembre de 1931 ficha por el Real Oviedo, que milita en Segunda División. Con los azules juega dos temporadas, 15 partidos y 7 goles en la primera y 16 partidos y 11 goles en la segunda. 
Galé formó parte de la denominada delantera eléctrica del Real Oviedo (concretamente de la primera, pues hubo varias), en la que también estaban Casuco, Gallart, Lángara e Inciarte. El ataque formado por esos cinco jugadores fue una baza fundamental para que el Real Oviedo se proclamase en la liga 1932-33 campeón de Segunda División y se convirtiese así en el primer equipo asturiano en ascender a Primera. Fue precisamente Galé quien marcó los dos primeros goles del Real Oviedo en el partido frente al Atlético de Madrid del 19 de marzo de 1933 que finalizó con el triunfo de los carbayones por 5 a 1, en Buenavista, y que significó aquel primer ascenso a Primera División.
El 23 de abril de 1933, Galé se convertía en el segundo futbolista del Real Oviedo (el primero había sido Lángara) que jugaba con la selección española. Fue en un encuentro que el combinado nacional disputó en París, en el estadio del Parque de los Príncipes frente a Francia. El resultado fue 1-0 favorable al equipo local. Una semana más tarde, el 30 de abril, Galé jugó su segundo partido con la selección española; frente a Yugoslavia, en el Estadio del Deporte, en Belgrado. El encuentro finalizó 1-1 y fue el último partido de fútbol que disputó Galé, que tuvo que abandonar la práctica deportiva, con tan solo 24 años, debido a las lesiones de rodilla que arrastraba desde hacía un tiempo.
Galé recondujo su vida y ejerció como registrador de la propiedad hasta que con el estallido de la Guerra Civil Española en 1936 tuvo que incorporarse al frente y perdió la vida en pleno conflicto bélico en la localidad leridana de Tremp, el 29 de julio de 1938.